# Liga ACB
Liga ACB (od sezonu 2011/12 oficjalnie Liga Endesa, od nazwy sponsora tytularnego) – najwyższa w hierarchii klasa męskich ligowych rozgrywek koszykarskich w Hiszpanii, będąca jednocześnie najwyższym szczeblem centralnym (I poziom ligowy). Zmagania w jej ramach toczą się cyklicznie (co sezon), systemem kołowym, według zasad FIBA i przeznaczone są dla najlepszych hiszpańskich klubów koszykarskich (wyłącznie profesjonalnych). Jej triumfator zostaje mistrzem Hiszpanii, zaś najsłabsze drużyny relegowane są do Liga Española de Baloncesto Oro (LEB Oro). Od sezonu 1983/84 rozgrywki organizowane są przez spółkę o nazwie ACB. Od sezonu 1996/97 występuje w niej 18 zespołów. Czołowe zespoły klasyfikacji końcowej każdego sezonu uzyskują prawo występów w europejskich pucharach w sezonie następnym (Euroligi, Europucharu ULEB, Ligi Mistrzów FIBA, bądź FIBA Europe Cup).

## Skład Ligi ACB w sezonie 2018/19
| Klub                    | Miasto                     |
| ----------------------- | -------------------------- |
| Barça Lassa             | Barcelona                  |
| Baxi Manresa            | Manresa                    |
| Cafés Candelas Breogán  | Lugo                       |
| Delteco GBC             | San Sebastián              |
| Divina Seguros Joventut | Badalona                   |
| Herbalife Gran Canaria  | Las Palmas                 |
| Iberostar Tenerife      | San Cristóbal de La Laguna |
| Kirolbet Baskonia       | Vitoria-Gasteiz            |
| Monbus Obradoiro        | Santiago de Compostela     |
| Montakit Fuenlabrada    | Fuenlabrada                |
| MoraBanc Andorra        | Andora                     |
| Movistar Estudiantes    | Madryt                     |
| Real Madryt             | Madryt                     |
| San Pablo Burgos        | Burgos                     |
| Tecnyconta Zaragoza     | Saragossa                  |
| UCAM Murcia             | Murcja                     |
| Unicaja                 | Malaga                     |
| Valencia Basket         | Walencja                   |

## Mistrzowie Hiszpanii
- .....1957  Real Madryt
- .....1958  Real Madryt
- 1958-59  FC Barcelona
- 1959-60  Real Madryt
- 1960-61  Real Madryt
- 1961-62  Real Madryt
- 1962-63  Real Madryt
- 1963-64  Real Madryt
- 1964-65  Real Madryt
- 1965-66  Real Madryt
- 1966-67  Joventut Badalona
- 1967-68  Real Madryt
- 1968-69  Real Madryt
- 1969-70  Real Madryt
- 1970-71  Real Madryt
- 1971-72  Real Madryt
- 1972-73  Real Madryt
- 1973-74  Real Madryt
- 1974-75  Real Madryt
- 1975–76  Real Madryt
- 1976-77  Real Madryt
- 1977-78  Joventut Badalona
- 1978-79  Real Madryt
- 1979-80  Real Madryt
- 1980-81  FC Barcelona
- 1981-82  Real Madryt
- 1982-83  FC Barcelona
- 1983-84  Real Madryt
- 1984-85  Real Madryt
- 1985-86  Real Madryt
- 1986-87  FC Barcelona
- 1987-88  FC Barcelona
- 1988-89  FC Barcelona
- 1989-90  FC Barcelona
- 1990-91  Joventut Badalona
- 1991-92  Joventut Badalona
- 1992-93  Real Madryt
- 1993-94  Real Madryt
- 1994-95  FC Barcelona
- 1995-96  FC Barcelona
- 1996-97  FC Barcelona
- 1997-98  Manresa (TDK)
- 1998-99  FC Barcelona
- 1999-00  Real Madryt
- 2000-01  FC Barcelona
- 2001-02  Baskonia (Tau Cerámica)
- 2002-03  FC Barcelona
- 2003-04  FC Barcelona
- 2004-05  Real Madryt
- 2005-06  Málaga (Unicaja)
- 2006-07  Real Madryt
- 2007-08  Baskonia (Tau Cerámica)
- 2008-09  FC Barcelona
- 2009-10  Baskonia (Caja Laboral)
- 2010-11  FC Barcelona
- 2011-12  FC Barcelona
- 2012-13  Real Madryt
- 2013-14  FC Barcelona
- 2014-15  Real Madryt
- 2015-16  Real Madryt
- 2016-17  Valencia
- 2017-18  Real Madryt
- 2018-19  Real Madryt

### Finały Ligi ACB
| Sezon   | Mistrz            | Finalista          | Wynik | MVP finału           | Trener mistrzów     |
| ------- | ----------------- | ------------------ | ----- | -------------------- | ------------------- |
| 1983-84 | Real Madryt       | FC Barcelona       | 2-1   | N/A                  | Lolo Sainz          |
| 1984-85 | Real Madryt       | Joventut Badalona  | 2-1   | N/A                  | Lolo Sainz          |
| 1985-86 | Real Madryt       | FC Barcelona       | 2-0   | N/A                  | Lolo Sainz          |
| 1986-87 | FC Barcelona      | Joventut Badalona  | 3-1   | N/A                  | Aíto García Reneses |
| 1987-88 | FC Barcelona      | Real Madryt        | 3-2   | N/A                  | Aíto García Reneses |
| 1988-89 | FC Barcelona      | Real Madryt        | 3-2   | N/A                  | Aíto García Reneses |
| 1989-90 | FC Barcelona      | Joventut Badalona  | 3-0   | N/A                  | Aíto García Reneses |
| 1990-91 | Joventut Badalona | FC Barcelona       | 3-1   | Corny Thompson       | Lolo Sainz          |
| 1991-92 | Joventut Badalona | Real Madryt        | 3-2   | Mike Smith           | Lolo Sainz          |
| 1992-93 | Real Madryt       | Joventut Badalona  | 3-2   | Arvydas Sabonis      | Clifford Luyk       |
| 1993-94 | Real Madryt       | FC Barcelona       | 3-0   | Arvydas Sabonis      | Clifford Luyk       |
| 1994-95 | FC Barcelona      | Unicaja Málaga     | 3-2   | Michael Ansley       | Aíto García Reneses |
| 1995-96 | FC Barcelona      | Caja San Fernando  | 3-0   | Xavi Fernández       | Aíto García Reneses |
| 1996-97 | FC Barcelona      | Real Madryt        | 3-2   | Roberto Dueñas       | Aíto García Reneses |
| 1997-98 | TDK Manresa       | Tau Baskonia       | 3-1   | Joan Creus           | Luis Casimiro       |
| 1998-99 | FC Barcelona      | Caja San Fernando  | 3-0   | Derrick Alston       | Aíto García Reneses |
| 1999-00 | Real Madryt       | FC Barcelona       | 3-2   | Alberto Angulo       | Sergio Scariolo     |
| 2000-01 | FC Barcelona      | Real Madryt        | 3-0   | Pau Gasol            | Aíto García Reneses |
| 2001-02 | Tau Baskonia      | Unicaja Málaga     | 3-0   | Elmer Bennett        | Duško Ivanović      |
| 2002-03 | FC Barcelona      | Pamesa Valencia    | 3-0   | Šarūnas Jasikevičius | Svetislav Pešić     |
| 2003-04 | FC Barcelona      | Adecco Estudiantes | 3-2   | Dejan Bodiroga       | Svetislav Pešić     |
| 2004-05 | Real Madryt       | Tau Baskonia       | 3-2   | Louis Bullock        | Božidar Maljković   |
| 2005-06 | Unicaja Málaga    | Tau Baskonia       | 3-0   | Jorge Garbajosa      | Sergio Scariolo     |
| 2006-07 | Real Madryt       | FC Barcelona       | 3-1   | Felipe Reyes         | Joan Plaza          |
| 2007-08 | Tau Baskonia      | FC Barcelona       | 3-0   | Pete Mickeal         | Neven Spahija       |
| 2008-09 | FC Barcelona      | Tau Baskonia       | 3-1   | Juan Carlos Navarro  | Xavi Pascual        |
| 2009-10 | Tau Baskonia      | FC Barcelona       | 3-0   | Tiago Splitter       | Duško Ivanović      |
| 2010-11 | FC Barcelona      | Bilbao Basket      | 3-0   | Juan Carlos Navarro  | Xavi Pascual        |
| 2011-12 | FC Barcelona      | Real Madryt        | 3-2   | Erazem Lorbek        | Xavi Pascual        |
| 2012-13 | Real Madryt       | FC Barcelona       | 3-2   | Felipe Reyes         | Pablo Laso          |
| 2013-14 | FC Barcelona      | Real Madryt        | 3-1   | Juan Carlos Navarro  | Xavi Pascual        |
| 2014-15 | Real Madryt       | FC Barcelona       | 3-0   | Sergio Llull         | Pablo Laso          |
| 2015-16 | Real Madryt       | FC Barcelona       | 3-1   | Sergio Llull         | Pablo Laso          |
| 2016-17 | Valencia          | Real Madryt        | 3-1   | Bojan Dubljević      | Pedro Martínez      |
| 2017-18 | Real Madryt       | Kirolbet Baskonia  | 3-1   | Rudy Fernández       | Pablo Laso          |
| 2018–19 | Real Madryt       | FC Barcelona Lassa | 3–1   | Facundo Campazzo     | Pablo Laso          |

#### Finaliści Ligi ACB
| Klub                  | 1. miejsce | 2. miejsce | Razem |
| --------------------- | ---------- | ---------- | ----- |
| FC Barcelona          | 16         | 12         | 28    |
| Real Madryt           | 13         | 9          | 22    |
| Tau Baskonia          | 4          | 4          | 8     |
| Joventut Badalona     | 2          | 3          | 5     |
| Unicaja Málaga        | 1          | 2          | 3     |
| Valencia              | 1          | 1          | 2     |
| TDK Manresa           | 1          | 0          | 1     |
| Caja San Fernando     | 0          | 2          | 2     |
| CB Estudiantes Madryt | 0          | 1          | 1     |
| Bilbao Basket         | 0          | 1          | 1     |

### Zestawienie mistrzów Hiszpanii
Liga Española de Baloncesto + Liga ACB
| Klub              | Mistrzostwo |
| ----------------- | ----------- |
| Real Madryt       | 37          |
| FC Barcelona      | 20          |
| Joventut Badalona | 4           |
| Tau Baskonia      | 4           |
| TDK Manresa       | 1           |
| Unicaja Málaga    | 2           |
| Valencia          | 1           |

## Statystyki
| Poz. | Zawodnik             | Minuty | Gry | Śr. |
| ---- | -------------------- | ------ | --- | --- |
| 1    | Joan Creus           | 20211  | 585 | 35  |
| 2    | Alberto Herreros     | 19218  | 654 | 29  |
| 3    | Rafael Jofresa       | 18062  | 756 | 24  |
| 4    | Pablo Laso           | 17378  | 624 | 28  |
| 5    | Alex Mumbrú          | 16931  | 677 | 25  |
| 6    | Nacho Rodríguez      | 16605  | 737 | 23  |
| 7    | Carlos Jiménez       | 16208  | 641 | 25  |
| 8    | Juan Carlos Navarro  | 16031  | 689 | 23  |
| 9    | Felipe Reyes         | 15961  | 766 | 21  |
| 10   | José Ángel Arcega    | 15529  | 582 | 27  |
| 11   | Jordi Villacampa     | 15454  | 506 | 31  |
| 12   | Granger Hall         | 15395  | 433 | 36  |
| 13   | Nacho Azofra         | 15102  | 705 | 21  |
| 14   | Juan Antonio Orenga  | 14671  | 615 | 24  |
| 15   | Brian Jackson        | 14390  | 392 | 37  |
| 16   | Carlos Montes        | 14034  | 605 | 23  |
| 17   | Salva Díez           | 13862  | 519 | 27  |
| 18   | José Luis Llorente   | 13784  | 474 | 29  |
| 19   | José Antonio Paraíso | 13713  | 551 | 25  |
| 20   | José Miguel Antúnez  | 13633  | 601 | 23  |

| Poz. | Zawodnik            | Punkty | Gry | Śr.   |
| ---- | ------------------- | ------ | --- | ----- |
| 1    | Alberto Herreros    | 9759   | 654 | 14,92 |
| 2    | Jordi Villacampa    | 8991   | 506 | 17,77 |
| 3    | Brian Jackson       | 8651   | 392 | 22,07 |
| 4    | Juan Carlos Navarro | 8318   | 689 | 12,07 |
| 5    | Felipe Reyes        | 8102   | 766 | 10,58 |
| 6    | Granger Hall        | 8039   | 433 | 18,57 |
| 7    | Joan Creus          | 7929   | 585 | 13,55 |
| 8    | Joe Arlauckas       | 7543   | 365 | 20,67 |
| 9    | Alex Mumbrú         | 7435   | 677 | 10,98 |
| 10   | Velimir Perasović   | 7387   | 354 | 20,87 |
| 11   | Epi                 | 7029   | 422 | 16,66 |
| 12   | Darryl Middleton    | 6425   | 398 | 16,14 |
| 13   | Andre Turner        | 6405   | 378 | 16,94 |
| 14   | Rafael Jofresa      | 6327   | 756 | 8,37  |
| 15   | Richard Scott       | 6199   | 350 | 17,71 |
| 16   | John Pinone         | 6175   | 332 | 18,6  |
| 17   | Bernard Hopkins     | 6088   | 456 | 13,35 |
| 18   | Claude Riley        | 6074   | 308 | 19,72 |
| 19   | Xavi Fernández      | 6042   | 499 | 12,11 |
| 20   | Chicho Sibilio      | 6010   | 348 | 17,27 |

### Liderzy wszech czasów ACB w zbiórkach
Stan na zakończenie sezonu 2017/18.
| Poz. | Zawodnik            | Zbiórki | Gry | Śr.   |
| ---- | ------------------- | ------- | --- | ----- |
| 1    | Felipe Reyes        | 4572    | 766 | 5,97  |
| 2    | Granger Hall        | 4292    | 433 | 9,91  |
| 3    | Carlos Jiménez      | 3526    | 641 | 5,50  |
| 4    | Claude Riley        | 3033    | 308 | 9,85  |
| 5    | Juan Antonio Orenga | 2933    | 615 | 4,77  |
| 6    | Arvydas Sabonis     | 2904    | 235 | 12,36 |
| 7    | Bernard Hopkins     | 2806    | 456 | 6,15  |
| 8    | Mike Smith          | 2755    | 405 | 6,80  |
| 9    | Larry Micheaux      | 2729    | 269 | 10,14 |
| 10   | Darryl Middleton    | 2701    | 398 | 6,79  |
| 11   | Fran Vázquez        | 2676    | 612 | 4,37  |
| 12   | Joe Arlauckas       | 2626    | 365 | 7,19  |
| 13   | Alex Mumbrú         | 2499    | 677 | 3,69  |
| 14   | Harper Williams     | 2493    | 346 | 7,21  |
| 15   | Anicet Lavodrama    | 2429    | 345 | 7,04  |
| 16   | Alfonso Reyes       | 2417    | 461 | 5,24  |
| 17   | Axel Hervelle       | 2355    | 473 | 4,98  |
| 18   | Ramón Rivas         | 2290    | 307 | 7,46  |
| 19   | Ferrán Martínez     | 2287    | 417 | 5,48  |
| 20   | Darrell Lockhart    | 2283    | 291 | 7,85  |